# Avtatkuul'
L'Avtatkuul' (in russo Автаткууль?), o Avtotkul' (Автоткуль), è un fiume dell'Estremo Oriente russo tributario del Mare di Bering. Scorre nel rajon Anadyrskij del Circondario autonomo della Čukotka. 

## Descrizione
Il fiume ha origine e scorre in direzione nord-est nella parte orientale del bassopiano dell'Anadyr'. Sfocia nella parte meridionale del liman dell'Anadyr'. La sua lunghezza è di 197 km, l'area del bacino è di 1 290 km². Avtatkuul' è un fiume piatto e a flusso lento. Nella valle del fiume ci sono molti laghi termocarsici profondi fino a 1,5-2,0 m. Sono caratteristiche nella zona le scogliere sabbiose alte fino a 30 m. Nel corso inferiore del fiume si verifica due volte al giorno una controcorrente, causata dai processi di marea del mare di Bering. Il fiume gela in ottobre e rimane ghiacciato fino a giugno.
Vicino al fiume è stato scoperto il grande giacimento petrolifero di Verchne-Ėčinskoe.

## Clima
Il clima nella zona del fiume è rigido. La temperatura media annuale è di -7,7° C, la durata media del periodo senza gelate è di 81 giorni. Solo nell'ultima decade di maggio si registra un periodo relativamente breve di tempo soleggiato, e le temperature medie giornaliere raggiungono valori positivi. In estate soffiano costantemente forti venti, che spesso portano nebbia e lieve pioggia dal mare. Fino a luglio può tornare il freddo con nevicate, e le gelate autunnali iniziano già a metà agosto.

## Flora e fauna
Nelle parti superiore e centrale dell'Avtatkuul', lungo il letto del fiume, ci sono diffusi boschetti di pino nano siberiano ed equiseto, alternati a ricche foreste di ontani. Nel corso inferiore, tundra collinosa, paludi e foreste di salici confinano con le rive del fiume. La flora costiera comprende circa 260 specie di piante vascolari.
La zona del fiume è sito di nidificazione per molti uccelli, di cui 18 specie sono elencate nella Lista rossa IUCN della Russia e del Circondario autonomo della Čukotka. Vi trovano riparo anche diverse specie di oche.
Nelle acque del fiume nuotano il salmone rosa, il salmone keta, il Salvelinus malma, il coregone siberiano, il coregone artico e lo spinarello. Durante la stagione del coregone, i beluga dell'Anadyr' risalgono fino a 40 km lungo l'Avtotkuul' e, entro la fine dell'estate, anche le focene (fino a 10 km). Durante la risalita del salmone rosa, la foca dagli anelli (chiamata localmente akiba), la foca barbata e la foca maculata risalgono anch'esse il fiume.